# Ripon (California)
Ripon, fundada en 1945 es una ciudad ubicada en el condado de San Joaquín en el estado estadounidense de California. En el año 2007 tenía una población de 14,575 habitantes y una densidad poblacional de 939.4 personas por km².

## Geografía
Ripon se encuentra ubicada en las coordenadas 37°44′26″N 121°07′42″O / 37.7405, -121.1282. Según la Oficina del Censo, la ciudad tiene un área total de 10,8 km² (4,2 mi²), de la cual 10,6 km² (4,1 mi²) es tierra y 0,2 km² (0,1 mi²) (2.4%) es agua.

## Demografía
Según la Oficina del Censo en 2000 los ingresos medios por hogar en la localidad eran de $56,979, y los ingresos medios por familia eran $62,592. Los hombres tenían unos ingresos medios de $47,377 frente a los $25,389 para las mujeres. La renta per cápita para la localidad era de $20,978. Alrededor del 6.2% de la población estaban por debajo del umbral de pobreza.